# Spessart
Spessart este o regiune muntoasă ce aparține de grupa Mittelgebirge din Germania de vest. Denumirea provine de la Specht („ciocănitoare”) și Hard („munte împădurit”) = Spechtswald.

## Geografie
Regiunea Spessart este mărginită de râul Main, Gemünden am Main și locul de vărsare a lui Kinzig la Hanau ca și cei doi afluenți de-a lui Main, Kinzig și Sinn. Ramificațiile regiunii Spessart se întind până la Hanau, Schlüchtern și Valea lui Sinn, pe o suprafață de  2.440 km², din care  1.710 km², în Bavaria și 730 km² în Hessa. Patrulaterul lui Main este marcat de localitățile  Lohr, Wertheim, Miltenberg și Aschaffenburg.
Regiunea are munți mici pe a căror versanți sunt păduri de foioase și terenuri agricole. Lanțul principal, cu înălțimi între 450 și maximal 600 m, se întinde pe o lungime 75 km de la Miltenberg spre nord.
Cel mai înalt vârf este Geiersberg sau Breitsol (586 m). Apele curgătoare numeroase din Spessart sunt mai mult pâraie, de exemplu Sinn, Lohr, Hafenlohr, Elsava, Aschaff, Bieber și Kahl.

## Geologie
Din punct de vedere geologic, rocile de bază din Spessart sunt constituite din granit, gnais, calcare colorate, gresie și un amestec de roci metamorfice alcătuite din silicați cu gnaisuri ce au substituit feldspatul.

## Munți
- Geiersberg (586 m), districtul rural Aschaffenburg, Bayern
- Lärchhöhe (573 m), districtul rural Aschaffenburg, Bayern
- Hohe Warte (572 m), districtul rural Aschaffenburg, Bayern
- Hermannskoppe (567 m), granita Bayern-Hessen
- Querberg (567 m), districtul rural Miltenberg, Bayern
- Klosterkuppel (552,1 m), Neustadt am Main, districtul rural Main-Spessart, Bayern
- Geierskopf (549 m), districtul rural Aschaffenburg, Bayern
- Weickertshöhe (546 m), districtul rural Main-Spessart, Bayern
- Steckenlaubshöhe (542 m), districtul rural Main-Spessart, Bayern
- Horst (540 m), Main-Kinzig-Kreis, Hessen
- Hoher Knuck (539 m), districtul rural Main-Spessart, Bayern
- Hirschhöhe (537 m), districtul rural Main-Spessart, Bayern
- Hirschberg (535 m), Main-Kinzig-Kreis, Hessen
- Sohlhöhe (530 m), districtul rural Main-Spessart, Bayern
- Flörsbacher Höhe (529 m), Main-Kinzig-Kreis, Hessen
- Obere Waldspitze (521 m), granita  Bayern-Hessen
- Geishöhe (521 m; mit Aussichtsturm) – districtul rural Aschaffenburg, Bayern
- Schwarzer Berg (521 m), Main-Kinzig-Kreis, Hessen
- Gauslkopf (519 m), districtul rural Main-Spessart, Bayern
- Markberg (516 m), Main-Kinzig-Kreis, Hessen
- Roßkopf (516 m), granita Bayern-Hessen
- Großer Goldberg (515 m), granita Bayern-Hessen
- Pfirschhöhe (502 m), districtul rural Main-Spessart, Bayern
- Steigkoppe (502 m), districtul rural Aschaffenburg, Bayern, Hain im Spessart
- Beilstein (499,5 m; mit Burgruine), Main-Kinzig-Kreis, Hessen
- Wellersberg (479 m), Main-Kinzig-Kreis, Hessen
- Schwarzkopf (475 m), districtul rural Aschaffenburg, Bayern, Hain im Spessart
- Borberg (454 m), districtul rural Aschaffenburg, Bayern, Hain im Spessart
- Ospis (439 m), districtul rural Miltenberg, Bayern
- Hahnenkamm (437 m), districtul rural Aschaffenburg, Bayern
- Eckardskopf (433 m), granita Bayern-Hessen
- Pfaffenberg (432 m; mit Sendeanlage), districtul rural Aschaffenburg, Bayern
- Lindenberg (402 m) districtul rural Aschaffenburg, Bayern, Hain im Spessart
- Bischling (374 m), districtul rural Main-Spessart, Bayern, Laufach